# Engishausen

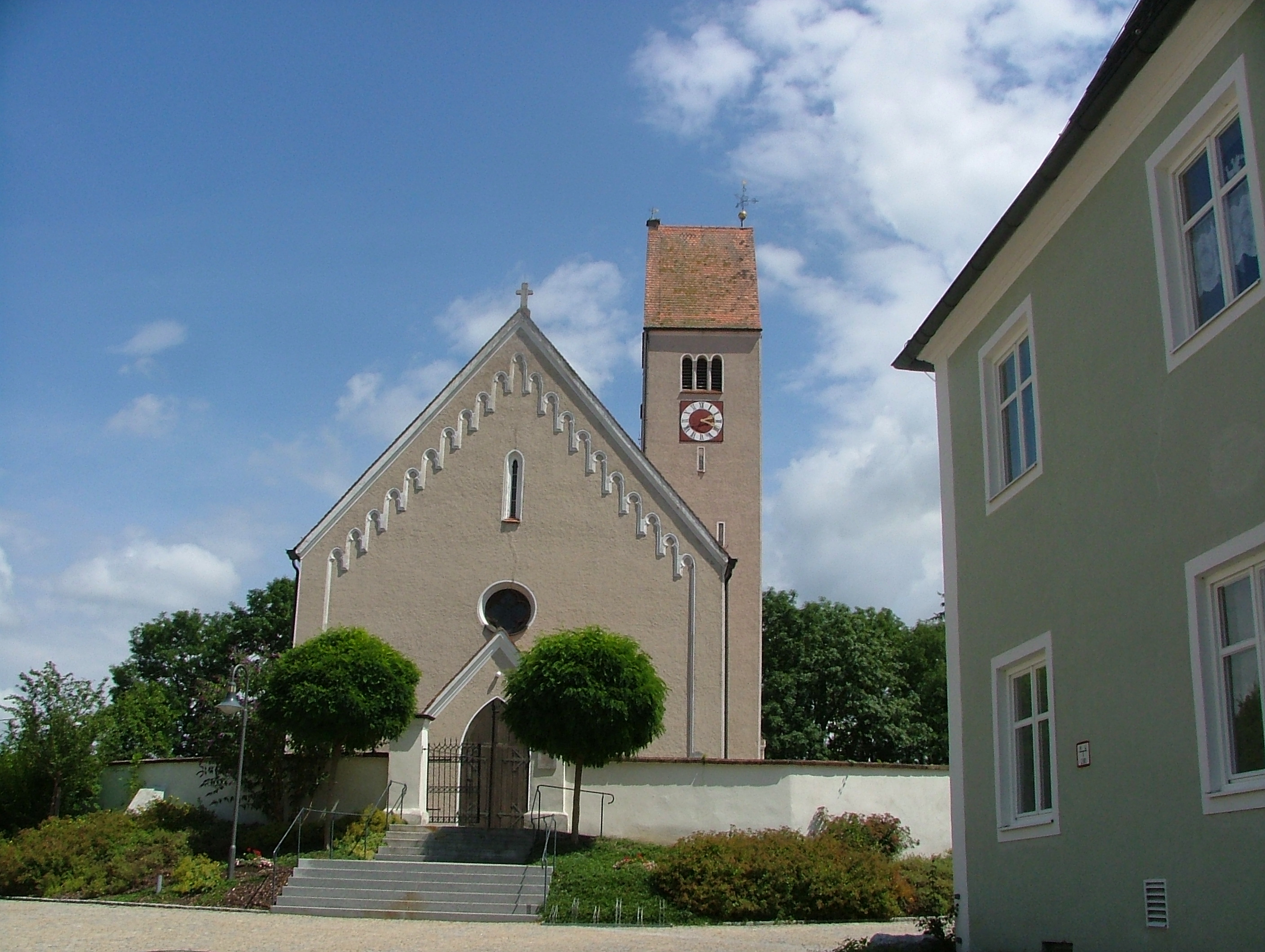
Pfarrkirche St. Bartholomäus

Engishausen ist ein Ortsteil der oberschwäbischen Gemeinde Egg an der Günz im Landkreis Unterallgäu in Bayern. 

## Lage
Das Kirchdorf liegt etwa 2,5 Kilometer nördlich des Hauptortes und ist über die Staatsstraße 2020 mit ihm verbunden. Östlich des Orts verlaufen der Täuferbach und die Günz, westlich davon fließt der Wiesenbach. Die Landschaft um das Dorf wird landwirtschaftlich genutzt.

## Geschichte
Der Ort wurde 1098 erstmals erwähnt, als Siboto, ein Dienstmann des Klosters Ottobeuren, dem Kloster eine Hube überließ. Das Elsbethenkloster Memmingen erwarb ein Gut von Burkhart von Dietenberg im Jahre 1270. Das Kreuzherrenkloster Memmingen erwarb von Bartholomäus III. von Waal eine Wiese. Unter Abt Rupert von Ottobeuren kam ein Gut zum Kloster Ottobeuren, unter Abt Isingrim wurde vom Freien Hartnid Rot an der Rot dem Kloster die Mühle zu Engishausen geschenkt. Der Ottobeurer Dienstmann Konrad von Lauben wurde vom Kloster im 13. Jahrhundert mit mehreren Gütern belehnt und er erhielt die Vogtei. Die Güter verlieh er weiter an Wezelo von Engishausen. Die Herren von Schönegg verfügten ebenfalls über einen ansehnlichen Besitzstand im Dorf. Der überwiegende Teil des Dorfes gelangte mit der Herrschaft Schönegg an das Hochstift Augsburg. In der Folgezeit wurde dieses schnell zum mächtigsten Grundherren. Im Jahre 1560 bestand der Ort aus sieben Höfen und 14 Sölden. Neben dem Kloster Augsburg waren 1650 lediglich noch die Klöster Klosterbeuren, Ottobeuren und Weingarten mit wenigen Gütern im Dorf vertreten. Die hohe und niedere Gerichtsbarkeit besaß als Vorsteher des Augsburger Klosters der Augsburger Bischof. 1803 kam der Ort mit dem Reichsdeputationshauptschluss zu Bayern. Die politische Gemeinde Engishausen wurde durch das zweite Gemeindeedikt gebildet. Im Zuge der Gebietsreform in Bayern erfolgte zum 1. Januar 1976 die Eingliederung in die Gemeinde Egg an der Günz. Die erste Schule im Dorf wurde 1881 erwähnt. Eine Flurbereinigung ist für das Jahr 1927 belegt. In den beiden Weltkriegen starben 22 Bürger des Dorfes.

## Sehenswürdigkeiten
Im Ort gibt es die Kuratienkirche St. Sebastian, die in Teilen aus den Jahren 1681, 1766 und nach einem teilweisen Einsturz aus den Jahren 1934 bis 1937 besteht. Daneben gibt es noch die neugotische Marienkapelle im Norden des Dorfes und eine um 1730/40 errichtete Wegkapelle. In die amtliche Denkmalliste sind ferner die ehemalige Schule (um 1880) und der sogenannte Zehentstadel eingetragen.
Siehe: Liste der Baudenkmäler in Engishausen.